# Shang Ping
Pour les articles homonymes, voir Shang et Ping.
Shang Ping (en chinois: 尚平), né le 23 décembre 1984 à Harbin au Heilongjiang, est un joueur chinois de basket-ball.